# Leonard Talmont
Leonard Talmont (* 6. November 1956 in Eišiškės) ist ein litauischer Politiker polnischer Herkunft.

## Leben
Nach dem Abitur von 1964 bis 1974 an der Mittelschule absolvierte er 1979 das Diplomstudium der Agronomie an der Lietuvos žemės ūkio akademija. 
Von 1979 bis 1984 arbeitete er in Šalčininkai und von 1990 bis 1992 Kolchos-Leiter, von 1992 bis 1995 stellv. Direktor bei UAB „Eisiga“. Von 2003 bis 2009 war er Bürgermeister der Rajongemeinde Šalčininkai und von 2009 bis 2012 Mitglied im Seimas. 
Er ist Mitglied der Lietuvos lenkų rinkimų akcija.
Er ist verheiratet. Mit Frau Vanda Talmont hat er zwei Kinder.

## Quelle
- 2008 m. Lietuvos Respublikos Seimo rinkimai - Lietuvos lenkų rinkimų akcija - Iškelti kandidatai

| Personendaten    | Personendaten         |
| ---------------- | --------------------- |
| NAME             | Talmont, Leonard      |
| KURZBESCHREIBUNG | litauischer Politiker |
| GEBURTSDATUM     | 6. November 1956      |
| GEBURTSORT       | Eišiškės              |